# فردریش فون اسمارش
فردریش فون اِسمارش (انگلیسی: Friedrich von Esmarch؛ ‏ ۹ ژانویهٔ ۱۸۲۳ – ۲۳ فوریهٔ ۱۹۰۸) جراح اهل آلمان بود. وی ابداع‌کنندهٔ «رگ‌بند اسمارش» و بنیان‌گذار «انجمن سامری‌های آلمان» بود.
او شهرت زیادی در زمینهٔ مراقبت‌ها و کمک‌های اولیه دارد و دو کتاب مشهور به نام‌های «کمک‌های اولیه در میدان جنگ» و «کمک‌های اولیه به مجروحان» در این زمینه نگاشت.
اِسمارش به همکاری پزشک روانپزشک «پیتر ویلرز ینسن» مقاله‌ای در سال ۱۸۵۷ منتشر کرد. آنها کشف کرده بودند که رابطه‌ای میان سیفلیس و فلج عمومی و جنون وجود دارد. اِسمارش در سال ۱۸۷۷ دریافت که میان سیفلیس و بروز سرطان رابطه‌ای وجود دارد.